# Dichaea tigrina
Dichaea tigrina är en orkidéart som beskrevs av Heinrich Gustav Reichenbach och Eduard August von Regel. Dichaea tigrina ingår i släktet Dichaea och familjen orkidéer. Inga underarter finns listade i Catalogue of Life.